# 村上茉愛
村上茉愛（むらかみ まい，1996年8月5日—），日本女子競技體操運動員。 出生於日本神奈川縣，武藏野東中學畢業後，就讀於位於東京的日本體育大學（Nippon Sport Science University）。
2013年，首度參加世界競技體操錦標賽，進入自由體操決賽，獲取第4名。
2015年，在世界體操錦標賽上獲取全能項目的第6名。
2016年，在里約熱內盧奧運會上獲取團體項目的第4名、自由體操項目的第7名。
2017年，在世界體操錦標賽上獲取自由體操的金牌，成為自由體操世界冠軍，是日本第一個自由體操世界冠軍。繼1954年世錦賽池田敬子獲取平衡木世界冠軍，時隔63年之後，再次在國際級體操賽事上獲取冠軍，再造世界冠軍。
2021年，參加東京奧運會獲取自由體操項目銅牌，並且在世界體操錦標賽上獲取自由體操項目金牌和平衡木銅牌，賽後宣佈退役。

## 外部連結
- 村上茉愛的Instagram帳戶